# Scuola di San Giovanni della morte
La scuola di San Giovanni Evangelista più conosciuta come scuola di San Giovanni della morte è un edificio di origine medievale che si affaccia su via dei Papafava a Padova (attuali numeri civici 14-16-18). Era sino al 1810 utilizzato per scopi religiosi, sede della confraternita dei Battuti. Questi si occupavano del conforto e del seppellimento dei condannati alla pena capitale.
L'edificio deve le sue attuali forme alla riconversione in abitazioni avvenuta nel XIX secolo.